# Ion Besoiu
Ion Besoiu (Sibiu, 11 de março de 1931 — Bucareste, 18 de janeiro de 2017) foi um ator romeno.

## Filmografia parcial
- Thirst (1961)
- Michael the Brave (1970)
- The Actor and the Savages (1975)
- Toate pînzele sus (1976-1978)
- Mihail, câine de circ (1979)
- The Last Assault (1985)
- Loverboy (2011)
- Bucharest Non Stop (2015)
- Omega Rose (2016)